# プリモジュ・コズムス
プリモジュ・コズムス（Primoz Kozmus  1979年9月30日 - ）は、スロベニアの陸上競技選手。専門はハンマー投。北京オリンピックで同国初の金メダルを獲得した。自己ベストは2009年9月、スロベニアのツェリェで82m58。姉のシモーナ・コズムスもハンマー技選手で58m60を記録している。

## 主な実績
| 年   | 大会                           | 場所                         | 種目       | 結果 | 記録  |
| ---- | ------------------------------ | ---------------------------- | ---------- | ---- | ----- |
| 2003 | 世界陸上選手権                 | パリ（フランス）             | ハンマー投 | 5位  | 79m68 |
| 2003 | ワールドアスレチックファイナル | ソンバトヘイ（ハンガリー）   | ハンマー投 | 6位  | 78m59 |
| 2004 | オリンピック                   | アテネ（ギリシャ）           | ハンマー投 | 5位  | 78m56 |
| 2006 | ヨーロッパ陸上選手権           | ヨーテボリ（スウェーデン）   | ハンマー投 | 7位  | 78m18 |
| 2006 | ワールドアスレチックファイナル | シュトゥットガルト（ドイツ） | ハンマー投 | 8位  | 76m39 |
| 2007 | 世界陸上選手権                 | 大阪（日本）                 | ハンマー投 | 銀   | 82m29 |
| 2007 | ワールドアスレチックファイナル | シュトゥットガルト（ドイツ） | ハンマー投 | 6位  | 76m78 |
| 2008 | オリンピック                   | 北京（中国）                 | ハンマー投 | 金   | 82m02 |
| 2009 | 世界陸上選手権                 | ベルリン（ドイツ）           | ハンマー投 | 金   | 80m84 |
| 2011 | 世界陸上選手権                 | 大邱（韓国）                 | ハンマー投 | 銅   | 79m39 |
| 2012 | オリンピック                   | ロンドン（イギリス）         | ハンマー投 | 銀   | 79m36 |
| 2013 | 世界陸上選手権                 | モスクワ（ロシア）           | ハンマー投 | 4位  | 79m22 |

## 自己ベスト
- ハンマー投 - 82m58 （2009年）